# ولاد حمدان (بني مالك)
ولاد حمدان هي إحدى مشيخات المملكة المغربية، تتبع جغرافيا لإقليم القنيطرة وإداريًا لبني مالك. يقدر عدد سكانها بـ 10717 نسمة حسب الإحصاء الرسمي للسكان والسكنى لسنة 2004.